# Мыйзакюлаский машиностроительный завод
Мы́йзакюлаский машинострои́тельный заво́д (эст. Mõisaküla Masinatehas OÜ) — машиностроительное предприятие в городе Мыйзакюла, Эстония, преемник Мыйзакюлаского экскаваторного завода завода ПО «Таллэкс». До выхода Эстонии из состава СССР предприятие производило цепные траншейные экскаваторы на базе тракторов «Беларусь», а также комплектующие для головного предприятия ПО «Таллэкс» и товары народного потребления.

## История

### Мыйзакюлаский железнодорожный завод
История предприятия начинается вместе с историей города Мыйзакюла в конце XIX века, когда началось строительство узкоколейной железной дороги Пярну-Валга и её ответвления на Вильянди. Подвижной состав нуждался в ремонте, и в месте ответвления были построены железнодорожная станция и железнодорожный завод, рядом с которыми стало расти поселение. Строительство Мыйзакюлаского железнодорожного завода началось в 1899—1900 годах, тогда же узловая станция, называвшаяся ранее Лаатре (эст. Laatre), была переименована в Мыйзакюла (в переводе «Деревня у мызы»). Права города поселение получило в 1938 году.
В задачу завода входили ремонт платформ, вагонов и локомотивов. Кроме ремонта, завод в небольшом количестве строил товарные и пассажирские вагоны, детали локомотивов и тому подобную технику. Так как на производстве были заняты в основном мужчины, то требовалось обеспечить работой и их жён, в связи с чем в 1909 году в посёлке была построена льнопрядильная фабрика. К началу 1940-х годов, когда город переживал расцвет, на заводе работало около 200 человек и столько же на фабрике; население города составляло около 2,5 тысяч человек. Помимо завода, был построен ряд вспомогательных зданий: водонапорная башня, баня, железнодорожное депо, административное здание управления железной дороги и др. После освободительной войны завод был национализирован.
В результате военных действий в сентябре 1944 года значительная часть заводских зданий и зданий железнодорожной станции, а также жилых домов были уничтожены отступающими немецкими войсками. Разрушению подверглись 3/4 всех производственных и более половины жилых помещений. Восстановительные работы начались после войны. В 1948 году железнодорожный завод был разделён на две части: локомотивное депо и вагонное отделение. В 1960 году локомотивное депо было переименовано в Мыйзакюлаский механический завод, в его задачу входил ремонт узкоколейных локомотивов.

### В составе Таллинского экскаваторного завода
В 1961 году Мыйзакюлаский механический завод был передан в подчинение Таллинскому экскаваторному заводу и переименован в Мыйзакюлаский механический цех № 2, с 1963 года — в Мыйзакюлаский цех. На предприятии работало в то время около 220 человек. Вагонное депо в 1971 году было переименовано в Вагоноремонтный завод Таллинского вагонного депо. В 1970 году по инициативе работников Мыйзакюлаского цеха и при поддержке руководства головного предприятия был создан музей города Мыйзакюла.
В задачу Мыйзакюлаского цеха Таллинского экскаваторного завода входило производство комплектующих для головного предприятия и других подчинённых ему заводов (Пайдеский цех, Вильяндиский цех). Одной из основных задач завода стало производство колёсных цепных траншейных экскаваторов на базе тракторов «Беларусь», экскаваторы предназначались для прокладки кабелей, трубопроводов и т. п.
С 1961 года в Мыйзакюла производилась модель ЭТН-124 (выпускалась до 1964 года, всего выпущено 764 машины), с 1964 года — модель ЭТЦ-161 (выпускалась до 1978 года, всего выпущена 6271 машина). С 1975 года начался выпуск модели ЭТЦ-165 (выпускалась до 1985 года, всего выпущено 5445 машины). В 1985 году ей на смену пришла усовершенствованная модель ЭТЦ-165А, компоненты которой имели значительную унификацию с компонентами производившегося головным предприятием экскаватора-дреноукладчика ЭТЦ-202А. Модель ЭТЦ-165А получила Государственный знак качества, она производилась до 1989 года, всего выпущено 4321 машины. От ЭТЦ-165 унаследованы основные черты до сих пор выпускаемых в России навесных агрегатов для траншеекопателей.
С 1990 по 1991 год завод выпускал модель ЭТЦ-1607, выпущено 858 экземпляров. Часть продукции шла на экспорт. Помимо основной продукции, завод выпускал товары широкого потребления: сушилки для белья, гладильные катки, фиксаторы для дверей и другие изделия.
С 1975 года, после образования ПО «Таллэкс», завод стал называться Мыйзакюласким экскаваторным заводом. Завод имел пять отделений: монтажное № 110, механическое № 111 для производства крупных элементов и механическое № 112 для производства мелких деталей, отделение металлических конструкций № 114 и отдел товаров широкого потребления. Кроме того, имелось три вспомогательных отдела: ремонтно-механический, инструментальный и строительный. В 1988 году был составлен генеральный план, предусматривавший расширение и реконструкцию завода.

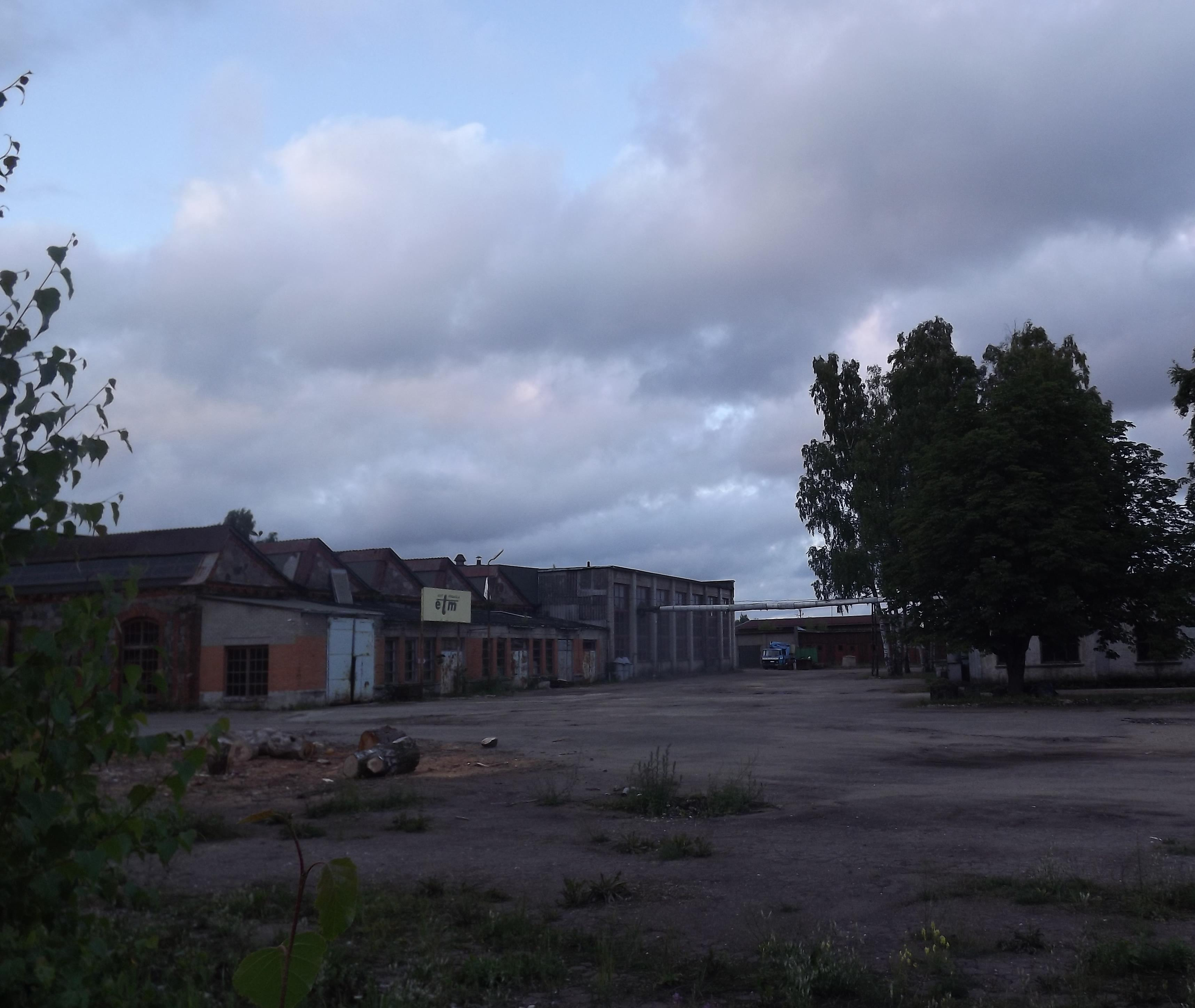
Вид на здание бывшего завода в сентябре 2013 года

### После приватизации «Таллэкса»
В 1991 году «Таллэкс» был приватизирован, и производственное объединение распалось. На базе Мыйзакюлаского филиала в 1994 году было создано акционерное общество ET Mõisaküla AS (акционерное общество «ЭТ Мыйзакюла»), продолжившее выпуск машиностроительной продукции — экскаваторов, оборудования для тракторов и грейдеров и др.
В 2010 году предприятие обанкротилось. Его имущество было выкуплено фирмой Mõisaküla Masinatehas OÜ (паевое товарищество «Мыйзакюлаский машиностроительный завод»). Предприятие производит навесное оборудование для тракторов (плужные снегоочистители, бульдозерные отвалы) и прочее подъемное и транспортировочное оборудование, а также является поставщиком на эстонский рынок фронтальных погрузчиков TYTAN MT-02/MT-03 польского машиностроительного предприятия Metal Technik. В 2019 году торговый оборот предприятия составил 1 214 882 евро. Годом своего основания предприятие Mõisaküla Masinatehas OÜ считает 2010-й. Численность его работников по состоянию на 31 марта 2020 года составила 24 человека.